# Sherlock, Lupin et moi
 (décembre 2022).
La mise en forme du texte ne suit pas les recommandations de Wikipédia : il faut le « wikifier ».
Les points d'amélioration suivants sont les cas les plus fréquents. Le détail des points à revoir est peut-être précisé sur la page de discussion.
- Les titres sont pré-formatés par le logiciel. Ils ne sont ni en capitales, ni en gras.
- Le texte ne doit pas être écrit en capitales (les noms de famille non plus), ni en gras, ni en italique, ni en « petit »…
- Le gras n'est utilisé que pour surligner le titre de l'article dans l'introduction, une seule fois.
- L'italique est rarement utilisé : mots en langue étrangère, titres d'œuvres, noms de bateaux, etc.
- Les citations ne sont pas en italique mais en corps de texte normal. Elles sont entourées par des guillemets français : « et ».
- Les listes à puces sont à éviter, des paragraphes rédigés étant largement préférés. Les tableaux sont à réserver à la présentation de données structurées (résultats, etc.).
- Les appels de note de bas de page (petits chiffres en exposant, introduits par l'outil «  Source ») sont à placer entre la fin de phrase et le point final[comme ça].
- Les liens internes (vers d'autres articles de Wikipédia) sont à choisir avec parcimonie. Créez des liens vers des articles approfondissant le sujet. Les termes génériques sans rapport avec le sujet sont à éviter, ainsi que les répétitions de liens vers un même terme.
- Les liens externes sont à placer uniquement dans une section « Liens externes », à la fin de l'article. Ces liens sont à choisir avec parcimonie suivant les règles définies. Si un lien sert de source à l'article, son insertion dans le texte est à faire par les notes de bas de page.
- La présentation des références doit suivre les conventions bibliographiques. Il est recommandé d'utiliser les modèles {{Ouvrage}}, {{Chapitre}}, {{Article}}, {{Lien web}} et/ou {{Bibliographie}}. Le mode d'édition visuel peut mettre en forme automatiquement les références.
- Insérer une infobox (cadre d'informations à droite) n'est pas obligatoire pour parachever la mise en page.

Pour une aide détaillée, merci de consulter Aide:Wikification.
Si vous pensez que ces points ont été résolus, vous pouvez retirer ce bandeau et améliorer la mise en forme d'un autre article.
Sherlock, Lupin & moi est une série de romans relatant les aventures du jeune Sherlock Holmes, Arsène Lupin et Irène Adler est celle qui raconte l'histoire, le traducteur et scénariste Alessandro Gatti (it) écrit sous le pseudonyme d'Irene Adler .
Ce sont des romans policiers assez courts, spécialement conçus pour les enfants, publiés par la maison d'édition italienne Piemme pour l'édition originale et par Albin Michel pour la version en langue française.

## Synopsis
La série raconte les aventures de jeunes adolescents astucieux qui parviennent à résoudre des énigmes derrière les grands crimes de l'époque et explique l'origine de nombreuses caractéristiques incomprises des personnages,. Par exemple, elle raconte la raison de la méfiance de la part du célèbre détective fictif Sherlock Holmes, contre la célèbre police londonnienne Scotland Yard.

## Caractéristiques de l’œuvre
L'histoire est racontée à la première personne par Miss Adler (qui s'avère plus tard être née dans une famille différente de celle des Adler).
Il existe actuellement vingt-deux livres numérotés, plus trois éditions spéciales, une sortie en 2018 et deux autres en 2019, pour un total de vingt-cinq livres publiés. Les illustrations sont de Iacopo Bruno.

## Situation
Les aventures prennent place dans différentes villes du monde mais la plupart des nouvelles se passent à Londres. L'histoire se déroule dans un arc narratif qui va de 1870 à 1873. Ci-dessous la liste des livres avec le lieu correspondant : Vol. N1 : Saint Malo Vol. N2 : Londres Vol. N3: Londres Vol. N4 : Évreux Vol. N5: Davos Vol. N6 : Paris Vol. N7: Londres Vol. N8 : Londres Vol. N9: Londres Vol. N10 : Londres Vol. N11: Glasgow Vol. N12: La tête d'adieu Vol. N13 : New York/Londres

## Personnages
Les trois protagonistes sont les adolescents Sherlock Holmes, Arsène Lupin et Irène Adler. Il y a aussi de nombreux personnages secondaires récurrents, comme Horatio Nelson, le mystérieux et incroyablement rusé majordome des Adler, Léopold Adler, le gentil père d'Irène, Geneviève Adler, Mère d'Irène, Mycroft Holmes et Violet Holmes frère et sœur de Sherlock, Théophraste Lupin, clown acrobate et voleur, père d'Arsène.

## Romans et nouvelles
- Tome 1. Le mystère de la Dame en noir (2011)
- Tome 2. Dernier acte à l'opéra (2012)
- Tome 3. L'énigme de la rose écarlate (2012)
- Tome 4. La cathédrale de la peur (2013)
- Tome 5. Le château de glace (2013)
- Tome 6. Les Ombres de la Seine (2014)
- Tome 7. L'énigme du Cobra royal (2014)
- Tome 8. Le secret de l'œil d'Horus (2014)
- Tome 9. Partie de chasse mortelle (2015)
- Tome 10. Le Seigneur du crime (2015)
- Tome 11. Le Port des ténèbres (2015)
- Tome 12. Le Bateau des Adieux (2016)
- Tome 13. Le souterrain Mortel (2016)
- Tome 14. A la recherche d'Anastasia (2016)
- Tome 15. L'énigme de l'homme au chapeau haut de forme (2017)
- Tome 16. Le Masque de l'assassin (2017)
- Tome 17. Un crime à Noël (2017)
- Tome 18. Piège mortel pour Monsieur Holmes (2018)
- Vol. Spécial. Les plus grands cas de Sherlock Holmes (2018)
- Tome 19. Meurtre de première classe (2018)
- Tome 20. Intrigues à Constantinople (2018)
- Vol. Spécial. Les mystères de Londres dans les histoires d'Arthur Conan Doyle (2019)
- Tome 21. Grande Déception à l'Hôtel Royal (2019)
- Vol. Spécial. Cinq Mystères pour Noël (2019)
- Tome 22. Une dernière danse, Mr Holmes (2020)

### Tome 1.Le mystère de la dame en noir
Le roman commence en 1870 (pendant la guerre entre la Prusse et la France) par une ordinaire villégiature de Miss Adler, nommée Irène, fille d'un cheminot, Léopold Adler, et de sa femme, une noble aristocrate, en vacances avec sa mère dans une ville dite de Saint-Malo, en compagnie des domestiques et, en particulier, du majordome de la famille Horatio Nelson, un gentilhomme noir resté au service de la famille, originaire d'Amérique, même après la promulgation des lois contre la domination raciale blanche. Il se trouve qu'Irène, ennuyée, en se promenant, rencontre le jeune et un brin fanfaron William Sherlock Holmes, lui aussi en vacances avec son frère et sa sœur (Mycroft, l'aîné, et Violet, la cadette) et avec sa mère. Sherlock, ainsi appelé par la jeune fille après leur rencontre, accorde d'abord plus d'attention au livre qu'il lisait qu'à sa nouvelle amie, pensant peut-être qu'elle n'était pas assez intéressante, mais quand il se rend compte qui elle est, il l'emmène dans un lieu caché sur la côte, où elle fait la connaissance d'un ami de Holmes, celui qui deviendra plus tard l'un des plus grands voleurs de gentleman de l'histoire, du moins selon Irène, à savoir Arsène Lupin. Arsène était le fils d'un acrobate nommé Théophraste qui travaillait pour un cirque itinérant provisoirement installé dans la ville. Immédiatement, les trois deviennent de grands amis et passent leurs journées sur une petite île autrefois utilisée comme base militaire mais maintenant abandonnée. Un jour, cependant, un événement mystérieux et macabre se produit : le trio lui-même découvre le cadavre d'un noble aisé. Dans les poches se trouvent des cailloux et une note où est écrit : « La mer effacera mes fautes ». Alors qu'ils observent le corps, Irène remarque une forme sombre sur la côte qui les regarde et ne peut s'empêcher de pousser un cri de terreur, même si ses amis ne semblent pas la croire au départ. Cette aventure sur le fil du rasoir entraînera les trois amis dans un tourbillon criminel. Scotland Yard tâtonne dans le noir. Ce sera à quelqu'un d'autre de résoudre l'affaire. Jusqu'à une folle aventure sûr les toits...

### Tome 2.Dernier acte à l'Opéra
Lupin ne se présente pas à un rendez-vous à la Shakleton Cofee House à Londres avec Irène et Sherlock. Son père Théophraste est accusé à tort du meurtre d'Alfredo Santi, secrétaire du grand compositeur Giuseppe Barzini, Ophelia Merridew disparait à son tour et le trio lancent une enquête au cœur de la Royal Opera House pour disculper le plus inattendu des coupables qui n'est autre que Giuseppe Barzini.

### Tome 3.L'énigme de la rose écarlate
Un étrange problème d'échecs signé « Le frère Noir » est publié dans le Times de Londres qui intrigue Sherlock car il est écrit dans un code inconnu. Le lendemain, un riche marchand est tué et une rose écarlate est retrouvée sur les lieux du crime, signature d'un groupe de criminels audacieux vingt ans plus tôt. La bande de la rose écarlate est-elle de retour ?

### Tome 4.La cathédrale de la peur
Après le déménagement de sa famille à Évreux en Normandie, Irène rencontre une mystérieuse dame qui lui chuchote des mots sombres sur un danger qui menace sa mère. Les trois amis se retrouvent à affronter une série d'événements troublants et découvrent une crypte secrète au sous-sol de Paris où est conservée une relique ancienne d'une immense valeur...

### Tome 5.Le château de glace
Après avoir rencontré sa vraie mère, Irène, troublée par les changements intervenus dans sa vie, s'accroche à l'amitié qui la lie à Sherlock et Arsène. Au début de l'été, le trio se réunit à Davos-Platz, dans le cadre magnifique des Alpes suisses. Pourtant, derrière le va-et-vient serein des villageois, se dissimule une intrigue internationale. Irène et ses amis se retrouveront impliqués dans les complots d'un grand criminel, et avec une expédition audacieuse dans le sombre château qui domine la vallée, ils le pousseront à découvrir ses cartes.

### Tome 6.Les ombres de la Seine
La guerre avec la Prusse vient de se terminer et la famille Adler a décidé de passer une semaine entière dans leur vieil appartement parisien, pour goûter à la vie comme avant. À la grande joie d'Irène, Sherlock et Lupin la rejoignent, et les trois amis se retrouvent bientôt à enquêter sur la disparition du cousin d'Arsène, noble et rêveur. Pour le traquer et le retrouver, ils devront descendre dans les bidonvilles obscurs de la ville et naviguer dans un dangereux affrontement entre gangs criminels. Et cette fois, ce sera à Irène d'empêcher qu'une autre guerre ne se déclenche. . .

### Tome 7.L'énigme du cobra royal
De retour à Londres avec son père, Irène n'a pas le temps de se réjouir d'avoir retrouvé ses amis Sherlock et Arsène lorsqu'un événement vient troubler la quiétude de son foyer : Horatio Nelson, le précieux majordome de la famille Adler, a disparu, ne laissant qu'une note de quelques mots. Irène décide d'enquêter et les trois amis se retrouvent alors face à une histoire qui tourne autour d'un crime mystérieux qui semble avoir ses racines dans les lointaines colonies indiennes.

### Tome 8.Le secret de L'œil d'horus
Noël est aux portes. Irène, Sherlock et Arsène se retrouvent à Londres. Au moment où l'humeur de Holmes devient désespérément sombre, comme toujours pendant les vacances, un mystère soudain entraîne les trois dans une aventure audacieuse : le directeur du British Museum a été assassiné dans des circonstances énigmatiques, ce qui incite les journaux à écrire sur une sombre malédiction qui aurait ses racines dans l'Égypte ancienne. Irène, Sherlock et Lupin enquêtent, démêlant le fil d'une affaire troublante, jusqu'au dernier rebondissement.

### Tome 9.Chasse au renard avec crime
Londres, 1872. Irène s'inquiète pour son père. Pour le distraire de ses sombres pensées, un ami l'invite à passer quelques jours à la campagne, dans un splendide domaine, où Irène peut s'adonner à la lecture et à l'équitation tandis que son père participe à la chasse au renard. Mais dans ce cadre de calme apparent, un homme disparaît et personne ne le cherche. Irène comprend que quelque chose ne va pas et envoie une demande d'aide à Sherlock et Lupin. Et ainsi les trois amis vont se retrouver à enquêter sur une nouvelle affaire, qui prend racine dans une sombre histoire du passé.

### Tome 10.Le seigneur du crime
L'arrivée du printemps ne réjouit pas Sherlock Holmes, impatient d'occuper son esprit brillant avec une nouvelle enquête. Alors, pour s'amuser, Irène propose à son amie l'analyse d'une série de faits divers inexplicables. Et en fait, le sens logique de Sherlock Holmes identifie un fil sinistre et invisible qui les unit. Commence alors un défi authentique avec un mystérieux génie criminel qui, dans une succession de rebondissements, mènera Sherlock, Lupin et Irène vers une révélation finale fulgurante.

### Tome 11Le port des ténèbres
Un vieil ami revient du passé pour proposer au père d'Irène un marché avantageux et certainement singulier : l'achat d'un château en Écosse. Irène, Sherlock et Arsène accompagnent M. Adler dans son voyage vers le nord. Mais la beauté du manoir surplombant les rives placides de la rivière Clyde ne suffit pas à masquer l'atmosphère menaçante qui y règne. Des messages nocturnes troublants et l'arrivée lointaine d'un voyageur excentrique rendent le mystère encore plus dense. Et Irène est sur le point de découvrir que la vérité gardée dans les murs du château va changer sa vie pour toujours.

### Tome 12Le navire des adieux
Irène n'a pas eu de nouvelles de ses proches depuis des semaines. Son père Léopold, le fidèle Horace ou encore Sherlock et Arsène ont retrouvé leur vie habituelle à Londres. Quant à Irène, ou plutôt à la princesse von Hartzenberg, elle a été emmenée dans un lieu tenu secret au nord du Pays de Galles. Et Farewell's Head, l'austère villa surplombant la mer où il réside désormais avec sa mère Sophie, est sa prison dorée. Mais bientôt, des choses mystérieuses commencent à se produire. Peut-être que la villa n'est pas aussi sûre qu'il y paraît et que la clé de cette prison n'est pas entre les mains de ceux que tout le monde croit.

### Tome 13 Lesouterrain mortel
New York, hiver 1873. Irène repense à un événement vécu à Londres, des mois plus tôt, avec ses grands amis Sherlock et Lupin. Le fil des souvenirs se déroule rapidement entre la rencontre avec un homme qui raconte une histoire étrange, un crime sans corps et la découverte d'un réseau de tunnels souterrains dans la ville. Un véritable labyrinthe souterrain, où les trois amis mènent leur enquête, geste après geste, intuition après intuition, entre inconnues et risques, dans ce qui s'avérera une fois de plus une aventure inoubliable.

### Tome 14: A la recherche le la Princesse Anastasia
Après des années d’exil à New York, Irène est de retour à Londres dans l’espoir de renouer avec ses vieux amis Sherlock et Lupin. Elle a besoin de leur aide : sa fille adoptive, Mila, est en danger… Mêlée malgré elle à l’affaire de la disparition de la princesse Anastasia Romanov, elle est menacée de mort ! Aussi, bien que de nombreuses années se soient écoulées depuis leur dernière aventure, le légendaire trio est prêt à renaître de ses cendres pour sauver Mila.

### Tome 15: Le Mystère de l'homme au chapeau
Une clé et un code secret, c'est tout ce que la princesse Anastasia Romanova a réussi à confier à sa sœur Mila avant de disparaître. À présent, Mila fait tout son possible pour déchiffrer le code en question. Mais ce n'est qu'avec l'aide d'Irène, sa mère, et des deux détectives intrépides Sherlock et Lupin, qu'elle pourra faire la lumière sur ce nouveau mystère. Car elle n'est pas la seule sur l'affaire : un mystérieux homme au chapeau la suit à la trace...

### Tome 16: Le Masque de l'assassin
En vacances dans la station balnéaire de Torquay avec sa mère Irène, Arsène Lupin et leur valet Billy, Mila rencontre le riche Harold Grayling et sa fiancée, Lady Hagbury-Winch. Tous deux baignent dans l'insouciance, enchaînant fêtes et grands dîners. Lorsque la jeune fille découvre le cadavre de l'un de leurs invités sur une plage, les accidents se multiplient, fragilisant l'image parfaite du couple. Il faudra toute la perspicacité de Sherlock Holmes et l'obstination de Mila pour mettre au jour le plus diabolique des plans.

### Tome 17: Crime à Noël
Irène Adler et sa fille, Mila, invitent Lupin, Holmes et Billy, leur majordome, à passer Noël dans une auberge, en pleine campagne anglaise. Alors qu'on annonce la « vague de neige du siècle », quoi de plus réconfortant que de boire un bon chocolat chaud au coin de la cheminée ? Mais lorsque Sherlock découvre un passage secret dans la cave, qu'un hôte s'éclipse en pleine tempête et qu'un autre rend l'âme sans crier gare, Mila comprend que ce Noël ne sera pas de tout repos.